# Eisis
Eisis – dźwięk, którego częstotliwość dla eisis¹ wynosi około 370 Hz. Jest to podwyższony za pomocą podwójnego krzyżyka dźwięk e. Dźwięki enharmonicznie równoważne (o tej samej wysokości) to: fis i ges.